# Eleição presidencial no Haiti em 2010

Bandeira do Haiti

O primeiro turno da eleição presidencial haitiana de 2010 foi realizado em 28 de novembro, como parte das eleições gerais naquele país. Neste pleito, os cidadãos haitianos aptos a votar escolheram o sucessor do atual presidente, René Préval. Michael Joseph Martelly foi anunciado no dia 4 de abril de 2011 como o vencedor do 2º turno das eleições, derrotando a ex-primeira dama Mirlande Manigat.
Os haitianos interessados em concorrer a presidência de seu país se inscreveram entre 30 de julho de 2010 a 7 de agosto de 2010.
Atos de violência obriga tropas da ONU a deixar ruas no Haiti. O general brasileiro Luiz Guilherme Paul Cruz, em razão da hostilidade contra os militares. Os haitianos culpam os estrangeiro pelo surto do cólera em 2010.. A eleição presidencial realizadas em 28 de novembro de 2010 no Haiti teve um reforço diferenciado das tropas da Missão das Nações Unidas para a estabilização no Haiti (Minustah).
Cerca de 300 militares brasileiros foram deslocados para cidades do interior do Haiti para garantir a segurança nas eleições, daquele ano.
A lista dos candidatos presidenciais que tiveram o registro deferido estava prevista para ser divulgada em 17 de agosto de 2010. No entanto, a comissão eleitoral adiou a sua decisão até 19 de agosto, devido ao desacordo sobre a lei eleitoral, que estipula que os candidatos devem possuir um passaporte haitiano e ter cinco anos consecutivos de permanência no Haiti, entre outros requisitos. O rapper Wyclef Jean teve sua candidatura indeferida por não está em acordo com as regras da lei eleitoral de seu país.

## Candidatos

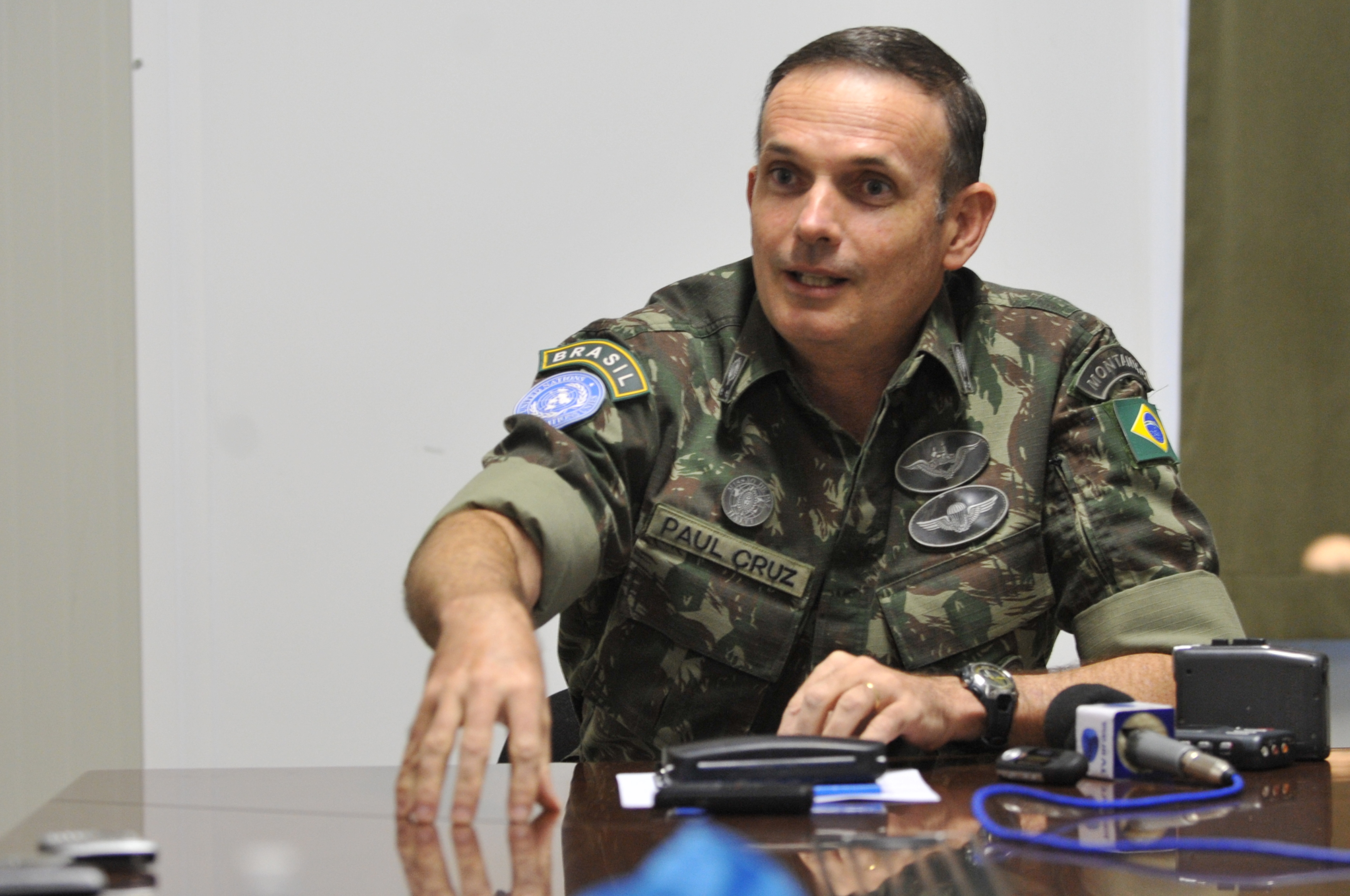
O general brasileiro Luiz Guilherme Paul Cruz em entrevista a Agência Brasil

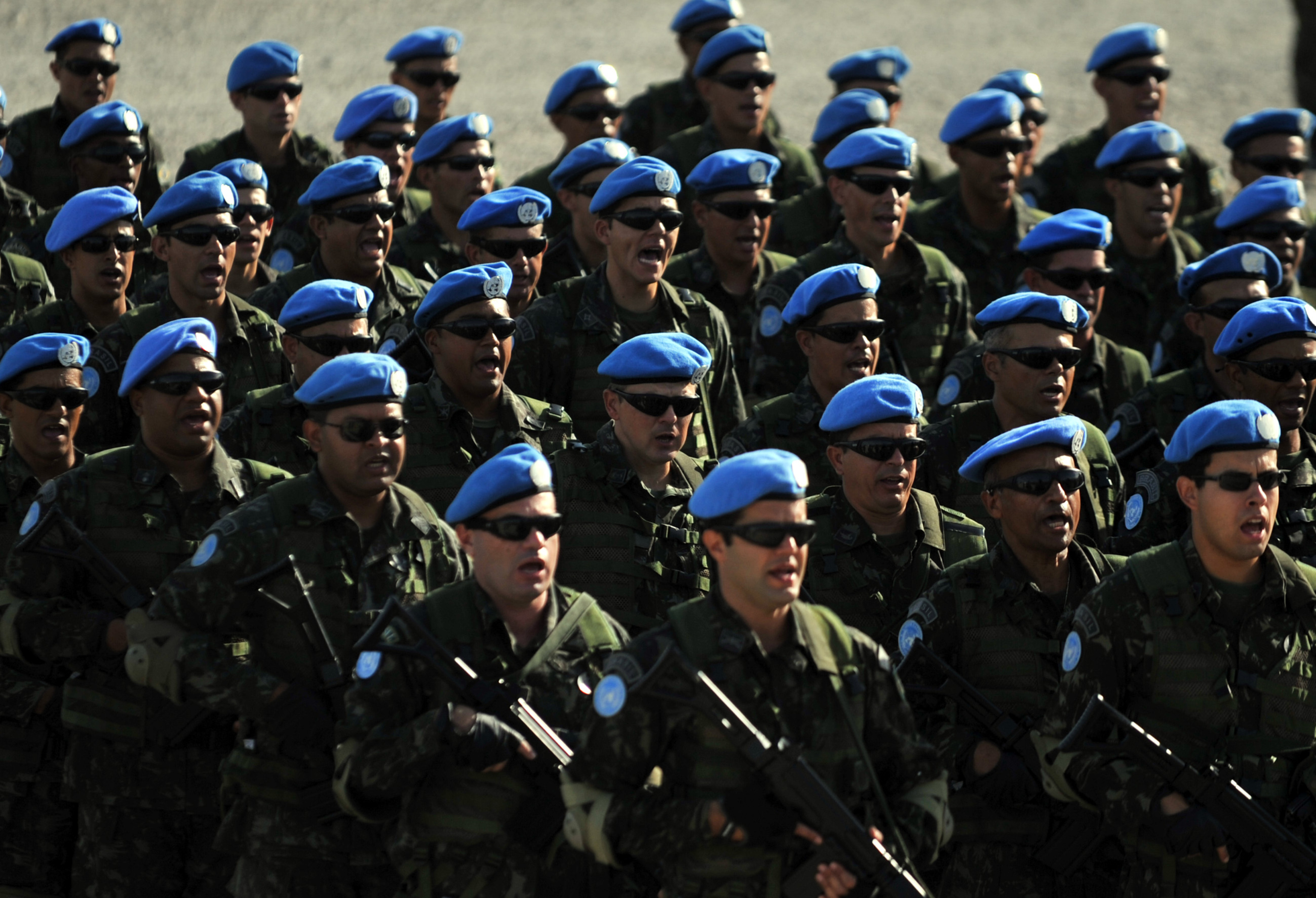
O Exército do Brasil garantiu a segurança e deu apoio logístico nas eleições do Haiti

Em julho, Wyclef Jean disse que tinha iniciado uma ação judicial para concorrer à presidência. Embora ele partiu para os Estados Unidos aos 9 anos de idade, ele disse que está qualificado para concorrer à presidência e foi no Haiti para dar início ao processo de trabalho legal com advogados e ter suas impressões digitais tomadas pela polícia judiciária para concorrer à Presidência. Inicialmente o rapper não tinha declarado que pretendia se candidatar a presidência do Haiti, mas o boato já estava correndo na imprensa. Após resolver as documentações necessárias Wyclef Jean anunciou oficialmente sua candidatura à CNN, nos Estados Unidos antes de voar de volta ao Haiti para entrar na corrida. Alguns analistas previam que a popularidade de Jean com os jovens do Haiti poderia ajudá-lo "facilmente ganhar a eleição presidencial se sua candidatura tivesse sido aprovada".
Em 20 de agosto de 2010, ele foi considerado inelegível para concorrer à presidência e sua candidatura foi rejeitada pelo Conselho Eleitoral do Haiti. Enquanto ele aceitou a sentença, mas o indeferimento do candidato à presidência gerou uma série de protestos no Haiti. Ele pediu a calma a seus partidários e que aguardassem a decisão judicial final. Ele também respondeu dizendo que iria apresentar um recurso. Ele argumentou que não poderia cumprir com a lei de forma estrita, porque o ex-presidente René Préval, nomeou-o como um embaixador itinerante em 2007 e ele foi autorizado a viajar e morar fora do país.

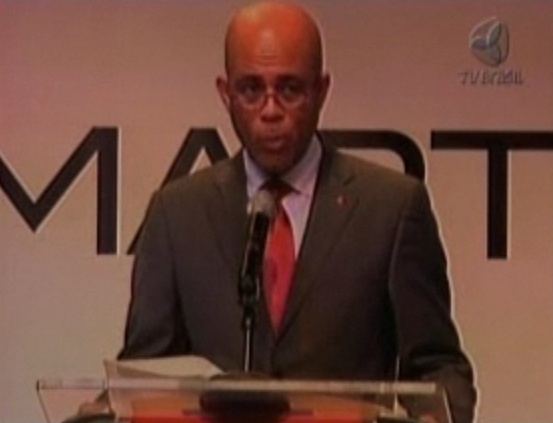
Michel Martelly, o presidente eleito.

Michel Martelly, um dos candidatos mais bem cotados das eleições presidenciais, foi vítima de uma emboscada em Les Cayes em 26 de novembro de 2010, no sul do país, que terminou com um morto e vários feridos, informou sua porta-voz, Karine Beauvoir.
A seguir lista dos presidenciáveis daquela eleição:
- Charles Henri Baker, um industrial.
- Jacques-Édouard Alexis, um político que foi por duas vezes primeiro ministro de seu país.
- Jude Celestin, é diretor executivo de planejamento de construção de estradas do governo de René Préval.
- Eddy Delaleu, presidente, fundador e diretor Executivo da ONG Operation Hope for Children of Haiti, desde a sua fundação, em 1994.
- Lavarice Gaudin, um radialista.
- Wilson Jeudi, prefeito de Delmas, que organizou uma relação de cidades-irmãs com o norte de Miami.
- Chavannes Jeune, agente de desenvolvimento, engenheiro civil e religioso ficou em terceiro lugar na eleição presidencial do Haiti em 2006.
- Joseph Raymond, ex-embaixador nos Estados Unidos e tio de Wyclef Jean.
- Mirlande Manigat, uma cientísta política e antiga líder da oposição, professora e ex-primeira dama.
- Michel Martelly, um músico.
- Yvon Neptune, um arquiteto e ex-senador, que serviu como primeiro-ministro do ex-presidente Jean-Bertrand Aristide.
- Leslie Voltaire, um mestre em planejamento urbano, já foi ministro em seu país.
- Jean-Henry Céant, advogado apoiado por uma aliança de ex-partidários de Aristide[8]

Outros candidatos são:  Axan Abellard, Charles Voigt, Claire Lydie Parent, Dejean Belizaire, Duroseau Vilaire Cluny, Eric Charles, Francois Turnier, Garaudy Laguerre, Gary Guiteau, Genard Joseph, Gerard Blot, Guy Theodore, Jacques Philippe Eugene, Jean Bertin, Jean Hector Anacacis, Josette Bijou, Kesnel Dalmacy, Leon Jeune, Mario Eddy Rodriguez, Menelas Vilsaint, Olicier Pieriche, Rene Saint-Fort, Wilkens C. Gilles, Yves Christalin, Paul Arthur Fleurival.
Pesquisas
14 de novembro, 2010

- Charles Henri Baker (Respect) - 24,38%
- Mirlande Manigat (Rally of Progressive National Democrats) - 17,58%
- Jeune Léon (Konbit Liberation Ekonomik) - 14,51%
- Michel Martelly (Repons Peyisan) - 14,10%

2 de outubro, 2010 
- Mirlande Manigat (Rally of Progressive National Democrats) - 23.0%
- Charles Henri Baker (Respect) - 17.3%
- Jude Célestin (Lespwa/INITE) - 7.8%